# Neopsocopsis
Neopsocopsis — род сеноедов из семейства древесных вшей (собственно сеноедов).

## Описание
Волоски на темени головчатые, железистые. Парамеры пениса апикально срастаются с вершинами боковых долей гипандрия. Склерит генитальной пластинки самки без предмедиального выроста.

## Систематика
В составе рода:
- Neopsocopsis hirticornis
- Neopsocopsis longiptera